# Eumichtis
Eumichtis là một chi bướm đêm thuộc họ Noctuidae.